# Openbare Bibliotheek Groningen
De Openbare Bibliotheek Groningen was de openbare bibliotheek van de Nederlandse gemeente Groningen. De bibliotheek was een WSF-bibliotheek. Per 29 november 2019 is de bibliotheek verhuisd en opgegaan in Forum Groningen.
De Bibliotheek Groningen bestond uit een centrale bibliotheek in het centrum van de stad Groningen en negen wijkvestigingen die tezamen een netwerk vormen. De hoofdvestiging van de Openbare Bibliotheek Groningen was gevestigd in een modern gebouw uit 1992 aan de Oude Boteringestraat 18 in het centrum van de stad. Dit gebouw is ontworpen door de Italiaanse architect Giorgio Grassi. Het voormalige pand van de bibliotheek staat naast het oudste huis van de stad Groningen: het Calmershuis. Een deel van het pand was voorheen onderdeel van het voormalige Wolters-Noordhoff Complex. Een deel van dit complex werd in het begin van de jaren negentig gesloopt voor nieuwbouw van de bibliotheek.
In 2003 vierde de bibliotheek haar eeuwfeest.

## Geschiedenis
De 'Openbare Leeszaal en Boekerij' van Groningen werd op 7 oktober 1903 gesticht aan het Martinikerkhof 8. Zoals bij veel maatschappelijke ontwikkelingen in de stad Groningen was ook hierbij de familie Scholten betrokken. Grootindustrieel Jan Evert Scholten stelde het pand ter beschikking.
Vanwege vertraging bij de verbouwing van een nieuw pand werd in de zomer van 1907 tijdelijk uitgeweken naar een pand op hoek van de Oude Boteringestraat en de Broerstraat. Op 1 september van dat jaar kon het eind 1906 gekochte pand Vismarkt 16 betrokken worden.
In 1914 werd Josef Cohen aangesteld als eerste directeur. Hij vervulde deze functie totdat in de Tweede Wereldoorlog het beroepsverbod voor Joden ook hem trof.
In de periode 1959–1975 was de bibliotheek gevestigd aan het Kwinkenplein.
In de periode 1975–1992 was de zogenaamde Centrale Bibliotheek gevestigd aan de Vismarkt 27, een pand waar voorheen warenhuis Galeries Modernes in zat. Dit pand had zijn banden met het verleden. In een souterrain aan de zijde van het Soephuisstraatje draaide permanent een pomp om het droog te houden. Dit had te maken met het feit dat het souterrain afgegraven was in resten van de eerste stadsgracht van Groningen.

### Voormalige wijkfilialen
De bibliotheek heeft vestigingen gehad in De Trefkoel, de Sionskerk en het Noorderbad. Ook zijn er (hulp)vestigingen geweest in de Palembangstraat (Indische Buurt), Semarangstraat (Indische Buurt, 1969) en Zaagmuldersweg (Oosterparkwijk). De verschillende woningbouwverenigingen stelden geregeld panden en ruimten ter beschikking van de Openbare Bibliotheek. Hiermee hoopten zij hun huurders naar een hoger niveau te tillen.